# Chlorotettix luteosus
Chlorotettix luteosus är en insektsart som beskrevs av Baker 1926. Chlorotettix luteosus ingår i släktet Chlorotettix och familjen dvärgstritar. Inga underarter finns listade i Catalogue of Life.